# فرودگاه بین‌المللی چتومال، کینتانا رو
فرودگاه بین‌المللی چتومال، کینتانا رو (به انگلیسی: Chetumal International Airport) یک فرودگاه همگانی مسافربری با کد یاتا CTM است که یک باند فرود آسفالت دارد و طول باند آن ۲۲۰۸ متر است. این فرودگاه در شهر چتومال، کینتانا رو کشور مکزیک قرار دارد و در ارتفاع ۱۲ متری از سطح دریا واقع شده‌است.

## شرکت‌های هواپیمایی و مقصدهای پروازی

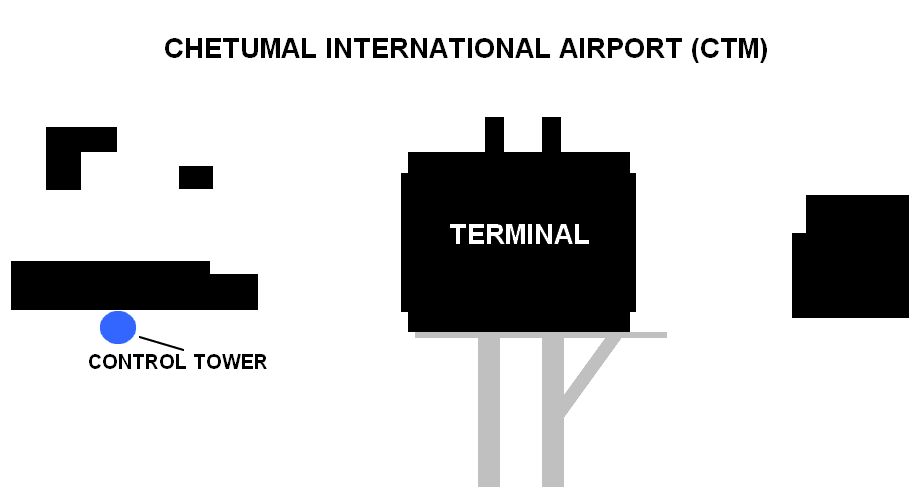
Terminal Map.

| شرکت‌های هواپیمایی | مقصدهای پروازی           |
| ----------------- | ------------------------ |
| Interjet          | مکزیکو سیتی              |
| MAYAir            | کانکون، کینتانا رو       |
| Tropic Air        | فیلیپس اس. دبلیو. گلدسان |
| ویواآئروبوس       | مکزیکو سیتی              |
| Volaris           | مکزیکو سیتی              |

### Terminated flights
MexicanaClick formerly served this airport until 2010. Mexicana Click's flight to Chetumal was one of the many flights canceled by the company مکزیکانا دی اویاسیون before they filed for bankruptcy in 2010, which led to Mexicana's operations to be ceased in ۳ اوت ۲۰۱۰. In Chetumal, آئرومکزیکو attempted to take over the services that Mexicana Click offered; however, Interjet's low prices made Aeromexico's service to Chetumal unprofitable. On ۲۳ فوریه ۲۰۱۳, Aeromexico ended its service to Chetumal.
Aviacsa and ویواآئروبوس were among the first low-cost airlines that served the airport.